# Чиндок
Чиндок (кор. 진덕, 眞德, Jindeok, Chindŏk; пом. 654) — корейська правителька, двадцять восьма володарка (йован) держави Сілла періоду Трьох держав.

## Правління
Була дочкою наймолодшого брата вана Чинпхьона. Зійшла на трон після смерті своєї попередниці, йован Сондок, та стала другою жінкою-правителькою в історії Кореї.
Їй удалось зміцнити оборону Сілли та значно покращити відносини з китайською династією Тан. Також завдяки її зусиллям було закладено підґрунтя для об'єднання трьох корейських держав (Сілла, Пекче та Когурьо).
Чиндок розширила систему оподаткування Пумджу.
Померла 654 року. Трон після її смерті зайняв онук вана Чинджі, Муйоль.